# Totalideologie
Totalideologie ist in der Soziologischen Theorie eine Bezeichnung des Soziologen Karl Mannheim (1893–1947) für die gesamten Überzeugungen und Begriffe einer Gesellschaft oder einer historisch-sozialen konkreten Gruppe zu einem bestimmten Zeitpunkt. Die Seinsgebundenheit des Denkens verweist nach Mannheim auf den ideologischen Charakter jeglichen Wissens. Die Totalideologie erfasst die Wahrnehmungsweise und den Begriffsapparat eines ganzen Zeitalters. Bei Mannheim sind es nicht mehr Klassen im marxistischen Sinne, die das Denken bestimmen, sondern spezifische Kreise wie Sekten, Berufsgruppen oder wissenschaftliche Schulen, die die Seinsgrundlage für eine Totalideologie abgeben können.
Der von Mannheim eingeführte Begriff der Totalideologie sollte zum Ausdruck bringen, dass der Ideologieverdacht auch gegenüber demjenigen vorgebracht werden kann, der selber den Ideologieverdacht als Strategem gebraucht. Mit dem Begriff der Totalideologie wird nicht nur der Inhalt einer Einzelaussage des Andern als befangen bezeichnet, sondern sein gesamtes Überzeugungssystem.

## Kritik
Der dänische Soziologe Theodor Geiger (1891–1952) kritisierte, so wie Mannheim die Grenze ziehen wollte, lasse sich zwischen partikularen und Totalideologien nicht differenzieren: „Wenn es rein noetisch-totale Ideologien gibt, sind es die Befangenheiten ganzer Epochen. Zwischen den in einer Zeit konkurrierenden Denkweisen wird nie nach totalen und partikulären unterschieden werden können, der besondere Standort in der Gesellschaft einer Zeit ist stets für Aspekt und Interesse bestimmend.“